# Labyrintodont
 Denne artikel bør gennemlæses af en person med fagkendskab for at sikre den faglige korrekthed.

En labyrintodont var en 4-5 meter lang paddelignende svømmer med et bizart stort og fladt hoved. Dyret trivedes tilsyneladende godt under de polare forhold, længe efter at den var uddød i de fleste andre egne af verden. Forskerne regner med, at den blev udkonkurreret af krokodillerne i de varme vande, mens den fik lov at beholde det iskolde vand for sig selv.
| Biologi | Spire Denne artikel om biologi er en spire som bør udbygges. Du er velkommen til at hjælpe Wikipedia ved at udvide den. |